# Никитино (Устюженский район)
Никитино — деревня в Устюженском районе Вологодской области.
Входит в состав Устюженского сельского поселения (с 1 января 2006 года по 9 апреля 2009 года входила в Перское сельское поселение), с точки зрения административно-территориального деления — в Перский сельсовет.
Расстояние по автодороге до районного центра Устюжны — 26 км. Ближайшие населённые пункты — Антоново, Остров, Шевелево.
По данным переписи в 2002 году постоянного населения не было.
В деревне расположен памятник архитектуры жилой дом.